# Steven Bryce
Steven José Bryce Valerio (San José, 16 agosto 1977) è un ex calciatore costaricano, di ruolo centrocampista.

## Carriera

### Club
Bryce incominciò con il Goicoechea, poi trascorse tre stagioni con il Saprissa, ed il 29 agosto del 2000 firmò con l'Alajuelense, squadra della quale fece parte fino al 24 agosto del 2005, poiché fu contrattato per l'Anorthōsis di Cipro.
Poi fece parte dell'OFI Creta della Grecia, e di lì passò al Brujas in Costa Rica, quindi passa al Motagua in Honduras.
Il 16 dicembre 2007 soffrì un edema polmonare che mise in pericolo la sua vita, durante un intervento chirurgico al ginocchio destro.

### Nazionale
Steven Bryce, disputò il Campionato del Mondo FIFA del 2002 in Corea del Sud e Giappone. Nel 1997, giocò il Campionato del Mondo FIFA Under-20.